# Свободная республика Веркор
Свободная республика Веркор (фр. République libre du Vercors) — антифашистская партизанская республика, созданная французскими партизанами (маки) летом 1944 года в предгорьях Альп на плато Веркор.

## История
Массив Веркор представляет собой плато примерно треугольной формы с максимальной длиной с севера на юг 60 км и максимальной шириной 40 км. Низменности, окружающие плато с крутыми склонами, в среднем имеют высоту около 250 м над уровнем моря, в то время как верхняя часть массива имеет среднюю высоту около 1000 м с максимальной высотой 2341 м. Пористые известняковые породы и карстовая местность способствует образованию обширной системы пещер. Лишь восемь дорог поднимаются по крутым склонам к центру массива.
После поражения Франции в 1940 году массив первоначально укрывал беженцев, в частности, из Польши. Первые отряды маки были сформированы на рубеже 1942—1943 годов на ферме Амбель в Омблезе, после вторжения немецких войск в свободную зону. Даллоз и Прево создали еще один над Сассенажем. Число партизан быстро росло; сначала они состояли в основном из молодых французов, желавших избежать обязательной трудовой повинности, учрежденной 16 февраля 1943 года. Сначала Сопротивление ограничилось несколькими акциями против итальянских войск, первоначально оккупировавших регион. После вторжения немецких войск в свободную зону в городе Гренобль располагался большой немецкий гарнизон, а в Шабейе (чуть ниже юго-западной окраины Веркора) — важная база люфтваффе.
Перед вторжением союзников в Нормандию Французским комитетом национального освобождения, базировавшимся в Лондоне, был принят план создать из разрозненных отрядов свободную партизанскую зону — «неприступную крепость». 6 июня 1944 года, после получения сообщения о высадке союзников в Нормандии, полковник Марсель Декур, региональный руководитель организации Сопротивления, сообщил Франсуа Юэ, командиру маки в Веркоре, что «настал час выполнить приказы Алжира: приступить к мобилизации и закрыть доступ к Веркру», и приказал провести мобилизацию. Группы добровольцев из Гренобля, Романа, Руайана стали подниматься на плато. В населенных пунктах и на дорогах они стали устраивать различные патриотические манифестации с призывом к борьбе.
Партизаны создали на плато две зоны, граница между которыми проходила по долине Бурны. В каждой зоне был свой авторемонтный парк и склад боеприпасов. Общая протяженность телефонной сети достигла нескольких сот километров. Численность маки составляла примерно три тысячи человек. Здесь также находился диверсионный отряд американских парашютистов. 3 июля 1944 года Ив Фарж и комитет провозгласили Свободную республику Веркор, первую независимую территорию во Франции с начала немецкой оккупации.
Благодаря тому что 23 июня и 14 июля на парашютах были сброшены контейнеры с вооружением (в этих операциях участвовало 118 самолётов), маки имели достаточное количество лёгкого оружия, но не имели ни миномётов, ни артиллерии.
Немцы сразу же предприняли ответные действия. 10 июня две роты атаковали заслон в Сен-Низье — ключ к воротам в Гренобль, но были отброшены. Получив подкрепление с артиллерией, 15 июня они выбивают маки и продвигаются до подступов к Вийар-де-Ланс. 24 июня в ущельях у Сен-Жерве-Ровон была остановлена и отброшена колонна немцев.
С начала июля оккупанты стали использовать люфтваффе, которые подвергают бомбардировке деревни Веркора. Немецкая авиация, постоянно находившаяся в воздухе, давала точные сведения о численности сил маки и их расположении.
С каждым днём кольцо сжималось всё сильнее. Деревни на севере и востоке прочно удерживались партизанами. Небольшие подразделения немцев завязали бои на северо-западе. На юге танки продолжали продвигаться из Креста на Ди недалеко от перевала Руссель. Наконец 137-я горнострелковая дивизия оккупантов заняла плато Ланс.
21 июля, в 9 часов, немцы начали концентрическое наступление на Шапель-ан-Веркор. Это наступление проводилось одновременно с воздушным десантом в Васье, находившемся в самом центре обороны партизан. Через два дня, в полдень, оккупанты заняли плато Веркор. Выжившие маки укрылись в лесах или сбежали в низины, окружающие Веркор.
Потери среди партизан во время боёв были тяжелыми: по оценкам, погибло 639 бойцов маки и 201 мирный житель. Немецкие потери были намного меньше, в том числе 83 убитых и пропавших без вести.
Долгожданная высадка союзников на юге Франции состоялась 15 августа, и союзные войска быстро продвинулись на север при поддержке партизан. 22 августа город Гренобль был освобожден от немецкой оккупации, и выжившие маки из Веркора приняли участие в параде победы.